# X-Perts
X-Perts est un jeu vidéo de type beat them all sorti en 1996 sur Mega Drive. Le jeu a été développé par Abalone et par édité par Sega sous le label Deep Water. L'héroïne du jeu est Shadow Yamoto, l'un des personnages d'Eternal Champions sorti en 1993 sur Mega Drive. Ce jeu a été très mal reçu par les joueurs, notamment pour les longues attentes à répétition lors des piratages et des ascenseurs.